# The Brave Bulls
The Brave Bulls is een Amerikaanse dramafilm uit 1951 onder regie van Robert Rossen. In Nederland werd de film destijds uitgebracht onder de titel Corrida.

## Verhaal
Een getalenteerde stierenvechter is op weg om beroemd te worden. Wanneer hij de aandacht trekt van het grote publiek, begint hij te twijelen aan zichzelf. Hij gelooft dat hij zijn succes louter heeft te danken aan zijn impresario. Niettemin wil hij deelnemen aan een laatste belangrijke wedstrijd.

## Rolverdeling
| Acteur             | Personage         |
| ------------------ | ----------------- |
| Mel Ferrer         | Luis Bello        |
| Miroslava          | Linda de Calderon |
| Anthony Quinn      | Raul Fuentes      |
| Eugene Iglesias    | Pepe Bello        |
| José Torvay        | Eladio Gomez      |
| Charlita           | Raquelita         |
| Jose Luis Vasquez  | Yank Delgado      |
| Alfonso Alvirez    | Loco Ruiz         |
| Alfredo Aguilar    | Pancho Perez      |
| Francisco Balderas | Monkey Garcia     |
| Felipe Mota        | Jackdaw           |
| Pepe López         | Farique           |
| Jose Meza          | Little White      |
| Vicente Cárdenas   | Goyo Salinas      |
| Manuel Orozco      | Abundio de Lao    |